# سیارک ۱۲۱۴۵
سیارک ۱۲۱۴۵ (به انگلیسی: 12145 Behaim، نامگذاری:4730P-L)۱۲۱۴۵مین سیارک کشف شده‌است که در ۲۴ سپتامبر ۱۹۶۰ کشف شد.